# Eastwood (Luisiana)
Eastwood es un lugar designado por el censo ubicado en la parroquia de Bossier en el estado estadounidense de Luisiana. En el Censo de 2010 tenía una población de 4093 habitantes y una densidad poblacional de 246,39 personas por km².

## Geografía
Eastwood se encuentra ubicado en las coordenadas 32°33′38″N 93°33′46″O / 32.56056, -93.56278. Según la Oficina del Censo de los Estados Unidos, Eastwood tiene una superficie total de 16.61 km², de la cual 16.61 km² corresponden a tierra firme y (0%) 0 km² es agua.

## Demografía
Según el censo de 2010, había 4093 personas residiendo en Eastwood. La densidad de población era de 246,39 hab./km². De los 4093 habitantes, Eastwood estaba compuesto por el 90.23% blancos, el 5.96% eran afroamericanos, el 0.51% eran amerindios, el 0.54% eran asiáticos, el 0% eran isleños del Pacífico, el 1.15% eran de otras razas y el 1.61% pertenecían a dos o más razas. Del total de la población el 4.23% eran hispanos o latinos de cualquier raza.